# スリー・ロック・ボックス
『スリー・ロック・ボックス』（Three Lock Box）は、サミー・ヘイガーが1982年に発表した、ソロ名義では7作目のスタジオ・アルバム。

## 背景
前作『スタンディング・ハンプトン』に引き続きキース・オルセンがプロデューサーに起用され、ヘイガー自身は「キースとの仕事は2回目だから、前よりもやりやすかったし、より自由に実験的なこともできた」とコメントしている。アルバム・タイトルに関しては、セックスを意味していると捉えられたこともあったが、ヘイガー自身は1983年のラジオ・インタビューで否定しており、本人の説明によれば「3つの鍵付きの宝箱」「肉体、精神、魂の潜在能力の鍵をバランス良く開ければ、真の人間、ひいては限りなく神に近い存在になることもできる」とのことである。
「リメンバー・ザ・ヒーローズ」は退役軍人を称賛した曲で、ラヴァーボーイのボーカリスト、マイク・レノがゲスト参加した。

## 反響・評価
アメリカのBillboard 200では17位に達し、自身2作目の全米トップ40アルバムとなった。1983年5月にはRIAAからゴールドディスクの認定を受けている。
本作からのシングル「ドライヴィング・ミー・クレイジー」はBillboard Hot 100で13位に達して自身初の全米トップ40シングルとなり、「ネヴァー・ギヴ・アップ」はHot 100で46位を記録した。
Stephen Thomas Erlewineはオールミュージックにおいて5点満点中4.5点を付け「ヘイガーの出世作『スタンディング・ハンプトン』の、小綺麗かつ激しい、ポップ寄りのサウンドを引き継いでいる」と評している。

## 収録曲
特記なき楽曲はサミー・ヘイガー作。
1. スリー・ロック・ボックス - "Three Lock Box" - 3:21
2. リモート・ラヴ - "Remote Love" - 3:57
3. リメンバー・ザ・ヒーローズ - "Remember the Heroes" (Sammy Hagar, Jonathan Cain) - 5:59
4. ドライヴィング・ミー・クレイジー - "Your Love Is Driving Me Crazy" - 3:30
5. イン・ザ・ルーム - "In the Room" - 3:43
6. ライズ・オブ・ジ・アニマル - "Rise of the Animal" - 5:29
7. アイ・ウドゥント・チェンジ - "I Wouldn't Change a Thing" - 3:20
8. グローイング・アップ - "Growing Up" - 3:17
9. ネヴァー・ギヴ・アップ - "Never Give Up" (Alan Pasqua, Keith Olsen) - 3:15
10. アイ・ドント・ニード・ラヴ - "I Don't Need Love" (S. Hagar, Gary Pihl, Bill Church, David Lauser) - 3:09

## 参加ミュージシャン
- サミー・ヘイガー - リード・ボーカル、ギター
- ゲイリー・ピール - ギター、バック・ボーカル
- ビル・チャーチ - ベース、バック・ボーカル
- デヴィッド・ラウザー - ドラムス、バック・ボーカル

アディショナル・ミュージシャン
- アラン・パスクァ - キーボード
- マイク・レノ - ボーカル (on #3)
- ジョナサン・ケイン - キーボード、バック・ボーカル (on #3)
- リチャード・ペイジ - バック・ボーカル
- トム・ケリー - バック・ボーカル